# Juan José Salas
Juan José Salas Bernales (Ica, 9 de mayo de 1792 - Hacienda La Macacona, Ica, 1847) fue un militar y político peruano. Prócer de la independencia del Perú. Se sumó al bando patriota tras el arribo de la expedición libertadora del general José de San Martín. Como alcalde de Ica, convocó y presidió el cabildo abierto que proclamó la independencia del Perú, el 20 de octubre de 1820. Luego prestó sus servicios en los primeros gobiernos republicanos del Perú. Fue ministro de Guerra y de Marina en el primer gobierno de Agustín Gamarra. Luego fue prefecto del departamento de Arequipa (1833-1834). En 1835, el jefe supremo Felipe Salaverry le nombró Presidente del Consejo de Gobierno, y como tal asumió interinamente el gobierno de la nación de septiembre a octubre de ese mismo año. En su homenaje, un distrito de la provincia de Ica lleva su nombre (distrito de Salas), con capital en Guadalupe; nombre escogido por Teófilo Escobar Alzamora, gestor de la creación del distrito.

## Primeros años
Hijo del maestre de campo Rafael Estanislao Salas y de Lorenza Juliana Bernales. Fue bautizado en la parroquia de San Jerónimo de Ica (hoy Jesús María). A la edad de 15 años se casó con su prima María Josefa Ocharán, de 13 años de edad, estableciendo su hogar en la hacienda de La Macacona, 10 km al norte de la ciudad de Ica, patrimonio familiar que heredó.
Muy joven aún fue nombrado alcalde de Ica de primer voto (1820), y se hallaba en dicha función cuando la Expedición Libertadora comandada por José de San Martín llegó a las costas del Perú y desembarcó en la bahía de Paracas (8 de septiembre de 1820).

## Al servicio de la independencia
Juan José Salas se unió a la causa independentista junto con otros jóvenes iqueños y organizó la resistencia contando con el apoyo del pueblo. Le correspondió recibir en Ica al ejército libertador al mando del general Juan Antonio Álvarez de Arenales.
Luego convocó a cabildo abierto de vecinos de la ciudad y presidió junto con Arenales la ceremonia de la Proclamación y Jura de la Independencia del Perú, el 21 de octubre de 1820, aunque se sabe que días antes, el 7 de octubre, ya había sido jurada la independencia, si bien todavía circunscrita a la corporación municipal, por lo que cronológicamente sería la primera que se dio en suelo peruano.
Salas fue nombrado por San Martín Alcalde y Gobernador Político de Ica e inmediatamente organizó un batallón para reemplazar a las fuerzas que se habían sumado al general Arenales en su marcha a la sierra, iniciando lo que luego fue conocida como su primera campaña a la sierra.
Al estar Ica amenazada por las fuerzas realistas, tanto por el norte como por el sur, se acordó que los soldados patriotas salieran de la ciudad sin hacer resistencia, pues no contaban con los medios necesarios para hacerla; aun así, los iqueños pelearon, siendo derrotados. Salas envió entonces una carta al virrey Joaquín de la Pezuela, proponiéndole la ocupación pacífica de la ciudad. Pero la comunicación fue interceptada por los patriotas, por lo que Salas fue acusado de traidor y desterrado a Chile (fines de 1820). El historiador Rubén Vargas Ugarte opina que Salas fue desde un principio un «aparente» patriota, acusación que debe ser tomada con cautela.
Permaneció algún tiempo en Chile hasta que regresó al Perú para ponerse al servicio del presidente José Bernardo de Tagle (marqués de Torre Tagle), quien lo nombró su edecán con el grado de coronel; pero al producirse el rompimiento de Tagle con Bolívar en 1823, Salas fue perseguido y huyó a Nicaragua, donde radicó varios años llegando a ser desigado Comandante de Armas en la Junta Gubernativa de El Viejo (9 de agosto de 1824 - 27 de diciembre de 1824) presidida por Juan Bautista Salazar.
Tras la retirada de Bolívar regresó al Perú, donde pasó a ocupar altos cargos en el gobierno republicano. Por sus méritos personales y sus servicios prestados a la causa de la independencia fue ascendido al alto grado de General de Brigada.

## Carrera política y militar
Participó en la guerra contra la Gran Colombia (1829) y fue ascendido a general de brigada. Se le dio el mando de una de las cuatro divisiones en las que fue dividido el ejército peruano, la misma que fue acantonada entre Piura y Trujillo.
Tuvo una gran cercanía con el presidente Agustín Gamarra, cuya esposa, Francisca Zubiaga y Bernales, la famosa Mariscala, era sobrina suya. Se hallaba en Lima, cuando Gamarra partió al Cuzco para combatir una revolución, dejando temporalmente el mando en Lima al vicepresidente Antonio Gutiérrez de la Fuente. Entre este y doña Francisca estalló una rivalidad enconada, en la que se vio involucrado Salas, al ser sindicado por la misma Mariscala como su consejero. Al ser reprendido por La Fuente, Salas marchó avergonzado al Cuzco, a reunirse con Gamarra. La Fuente acabó siendo expulsado de Lima por una asonada promovida por la misma Mariscala (abril de 1831).
Luego de dicho suceso, fue nombrado ministro de guerra y marina del gobierno de Gamarra, cargo que ocupó de abril de 1831 a abril de 1832. Y ya en las postrimerías del mismo gobierno, volvió a ocupar el mismo cargo, de manera breve, de noviembre a diciembre de 1833.
Pasó a ser prefecto y comandante militar del departamento de Arequipa. Puso dedicación en el embellecimiento de la ciudad de Arequipa, solicitando el apoyo tanto de los vecinos pudientes en recursos como del mismo pueblo llano en mano de obra. Mejoró el empedrado de las calles; se pintaron los edificios y se perfeccionó el alumbrado público. Emprendió la obra del nuevo cementerio, que vino a sustituir al antiguo de la pampa de Miraflores; se trajeron los restos del poeta y mártir patriota Mariano Melgar, que hasta entonces reposaban en Umachiri (Puno), y se les dio solemne sepultura (1833). Favoreció la enseñanza e inauguró con solemnidad el Colegio Nacional de la Independencia Americana, el 28 de agosto de 1833.
Por enfermedad, Salas abandonó el mando del departamento de Arequipa, dejando el cargo de prefecto a Masías, y la comandancia militar al general Domingo Nieto. Ello ocurrió bajo el gobierno provisorio de Orbegoso y en plena guerra civil entre gamarristas y orbegosistas que culminó en el abrazo de Maquinhuayo.
Salas siguió participando en las luchas intestinas de la naciente República. En 1835 se produjo la sublevación de Felipe Salaverry, quien se proclamó Jefe Supremo de la República en el Callao. El presidente Orbegoso, que se hallaba en Arequipa, mandó fuerzas al mando del general Francisco Valle Riestra, que se embarcaron en Islay rumbo a Pisco, en la provincia de Ica, donde debía reunírsele Salas con más tropas. Pero Salas, ya con la intención de plegarse a Salaverry, traicionó a Valle Riestra (pese a que era su compadre) posibilitando su captura, y consecuentemente, su fusilamiento (1835).

## Consejero de Gobierno
Salaverry nombró sucesivos Consejos de Gobierno en los que delegó el poder cuando se puso en campaña para enfrentar la invasión boliviana. El primero de ellos debía estar presidido por su aliado, el general Agustín Gamarra, con el general Salas como vicepresidente e integrado además por Manuel Bartolomé Ferreyros y José Braulio del Camporredondo. Pero el nombramiento de Gamarra era en realidad nominal y quien se encargó de la presidencia del Consejo fue Salas, facultado por decreto de Salaverry dado en Bellavista el 12 de septiembre de 1835. Es decir, asumió, aunque en calidad de interino, el alto mando de la nación.
Menos de un mes después, Salas dejó el gobierno y pasó al Ecuador para hacerse cargo de la legación peruana con sede en Guayaquil. Salaverry nombró un segundo Consejo de Gobierno, presidido por Juan Bautista de Lavalle e integrado sobre todo por personalidades civiles (10 de octubre de 1835). Estos Consejos, faltos de entereza y dinamismo, vinieron a ser organismos anodinos. Luego sobrevino la derrota y fusilamiento de Salaverry y el establecimiento de la Confederación Perú-Boliviana por obra de Andrés de Santa Cruz.
Salas retornó al Perú enrolado en la segunda expedición restauradora peruano-chilena organizada para destruir la Confederación. Participó en las campañas militares que culminaron con la derrota de los confederados (1839).

## Fallecimiento
Juan José Salas, tras abandonar la vida pública, se retiró a su tierra natal y falleció en su hacienda La Macacona en 1847. Sus restos fueron sepultados en el Cementerio de Luren, siendo después trasladados a la iglesia de San Francisco. Actualmente se hallan en un mausoleo en el cementerio general de Saraja, en cuya placa se lee la siguiente inscripción: «A la memoria del benemérito general de Brigada y consejero de Estado Juan José Salas».